# Model Shop
Model Shop is een Amerikaans-Franse dramafilm uit 1969 onder regie van Jacques Demy.

## Verhaal
Wanneer George Matthews opgeroepen wordt voor het leger, is het niet mogelijk om zich aan iemand te binden. Intussen tracht hij geld bij elkaar te krijgen om te voorkomen dat er beslag wordt gelegd op zijn wagen. George heeft een oogje op Lola, een Franse vrouw, die werkt voor een modellenbureau. George spendeert zijn geld om een foto te maken van haar.

## Rolverdeling
| Acteur           | Personage       |
| ---------------- | --------------- |
| Anouk Aimée      | Lola / Cécile   |
| Gary Lockwood    | George Matthews |
| Alexandra Hay    | Gloria          |
| Carol Cole       | Barbara         |
| Tom Holland      | Gerry           |
| Severn Darden    | Deftige man     |
| Neil Elliot      | Fred            |
| Jacqueline Mille | Model           |
| Duke Hobbie      | David           |
| Anne Randall     | Model           |
| Craig Littler    | Rob             |
| Hilary Thompson  | Hippie          |
| Jon Lawson       | Tony            |
| Jeanne Sorel     | Secretaresse    |
| Jon Hill         |                 |